# Edwin Michael Conway
Edwin Michael Conway (ur. 6 marca 1934 w Chicago, zm. 9 sierpnia 2004 tamże) – amerykański duchowny rzymskokatolicki, biskup pomocniczy archidiecezji chicagowskiej.

## Biografia
3 maja 1960 z rąk arcybiskupa chicagowskiego kard. Alberta Meyera otrzymał święcenia prezbiteriatu i został kapłanem archidiecezji chicagowskiej.
24 stycznia 1995 papież Jan Paweł II mianował go biskupem pomocniczym archidiecezji chicagowskiej oraz biskupem tytularnym auguruskim. 20 marca 1995 w katedrze w Chicago przyjął sakrę biskupią z rąk arcybiskupa chicagowskiego kard. Josepha Bernardina. Współkonsekratorami byli emerytowani biskupi pomocniczy Chicago Alfred Abramowicz oraz Timothy Joseph Lyne.
Biskupem pomocniczym Chicago był do śmierci 9 sierpnia 2004.